# Österreichischer Kameradschaftsbund

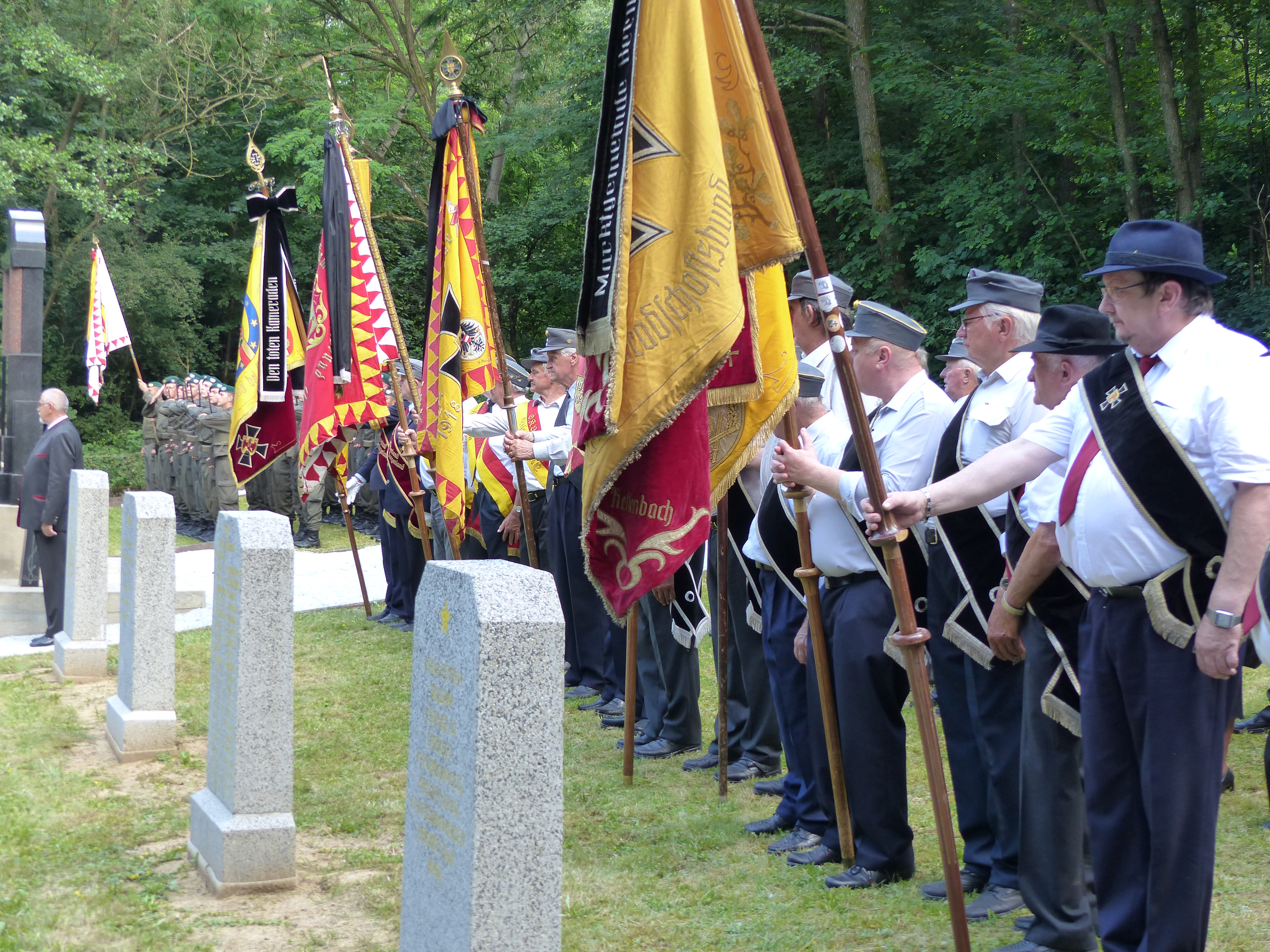
Abordnungen des Burgenländischen Kameradschaftsbundes bei der Beisetzung von Soldaten der Roten Armee

Der Österreichische Kameradschaftsbund (ÖKB) ist ein überparteilicher Verein in Österreich.
Mit mehr als 250.000 Mitgliedern in neun Landesverbänden und rund 1.800 autonom organisierten Orts- und Stadtverbänden ist er die (laut eigenen Angaben) mit Abstand größte wehrpolitisch relevante Organisation Österreichs. Die Angehörigen des ÖKB sind zumeist aktive oder ehemalige Soldaten.
Der Verein bezweckt laut Statuten die Förderung des Heimatbewusstseins und der umfassenden Landesverteidigung sowie die Pflege der Kameradschaft und des soldatischen Brauchtums. Insbesondere widmet sich der ÖKB dem An- und Gedenken an gefallene und verwundete Soldaten vor allem des Ersten und Zweiten Weltkriegs.
Seit einigen Jahren ist der Kameradschaftsbund laut Eigendefinition nicht mehr primär eine Schicksalsgemeinschaft der Kriegsgeneration, sondern eine patriotisch gesinnte Wertegemeinschaft.
Der Kameradschaftsbund arbeitet auf dem Gebiet der Kriegsgräberfürsorge mit dem Österreichischen Schwarzen Kreuz (ÖSK) zusammen, wobei diese Zusammenarbeit, neben der nationalen Grabpflege, das Gedenken an die Gefallenen ausländischer Armeen auf dem Gebiet des heutigen Österreich mit einschließt. So engagieren sich die Mitglieder des ÖKB bei der jährlichen Allerheiligensammlung für das ÖSK auf zahlreichen Friedhöfen in ganz Österreich. Bekannt sind auch die Ausrückungen des ÖKB bei Totengedenkfeiern und militärischen Zeremonien, wie z. B. der Angelobung von Rekruten des österreichischen Bundesheeres.

## Präsidenten
- 1953–1957 Josef Müssiggang (Wien)

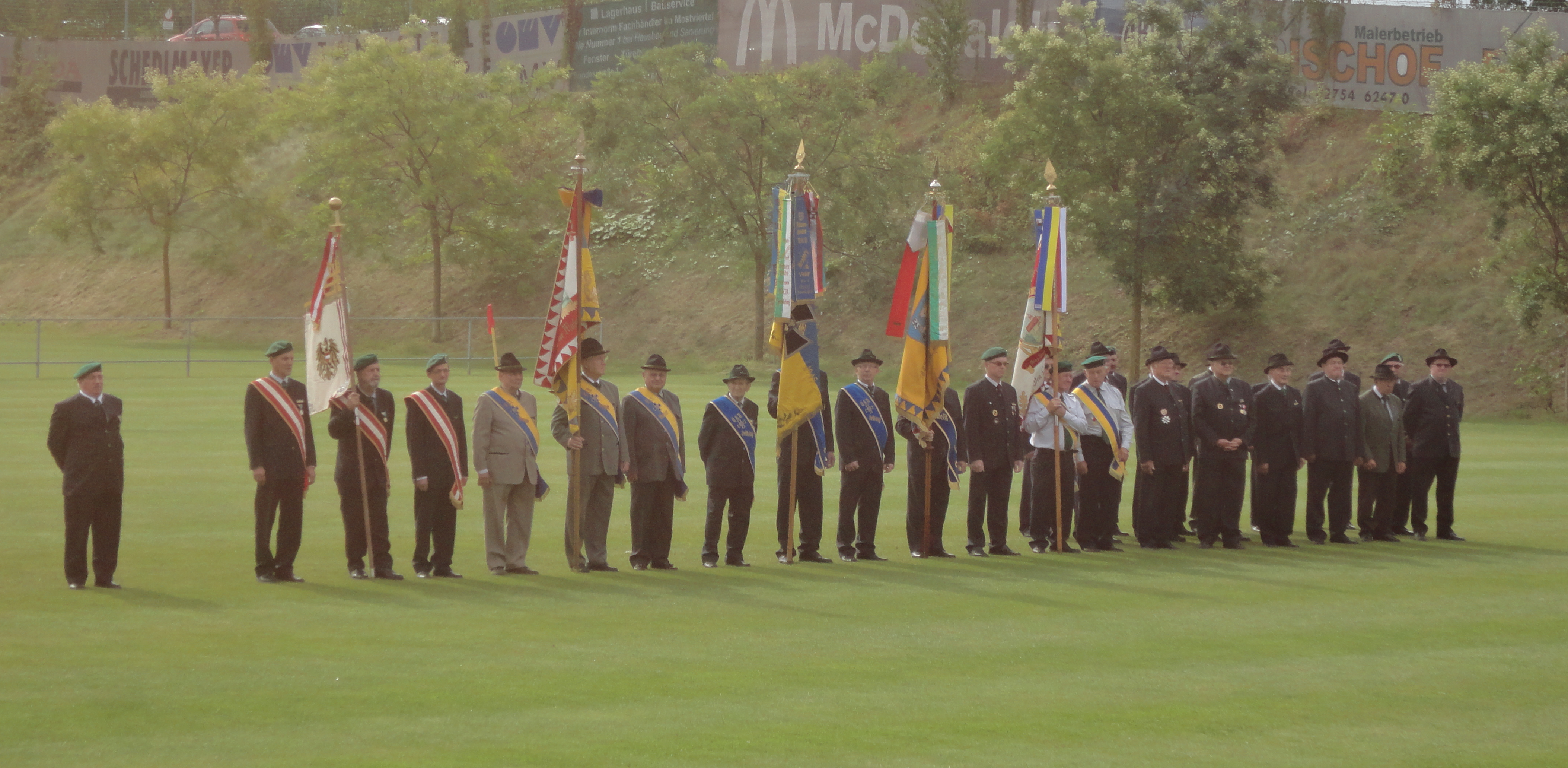
Abordnung des Kameradschaftsbundes bei einer Angelobung

- 1957–1963 Franz Gröbminger (Steiermark)
- 1963–1984 Otto Jaus (Wien)
- 1984–1987 Adolf Pointner (Oberösterreich)
- 1987      Richard Schober (Tirol)
- 1987–1993 Franz Eder (Steiermark)
- 1993      Franz Karlinger (Niederösterreich)
- 1993–1995 Felix Ermacora (Wien)
- 1995–1996 Kurt Leixl (Steiermark)
- 1996–2004 Otto Keimel (Tirol)
- seit 2004 Ludwig Bieringer (Salzburg)